# یواس‌اس لی
یواس‌اس لی ممکن است به یکی از موارد زیر اشاره داشته باشد:
- یواس‌اس لی (دی‌دی-۱۱۸)
- یواس‌اس لی (۱۷۷۵)
- یواس‌اس لی (۱۷۷۶)